# 第19回宝塚記念
1978年6月4日に阪神競馬場で行われた第19回宝塚記念について詳細を記述する。
- なお、馬齢については当時の表記方法（数え年）とする。

## レース施行時の状況
この年の宝塚記念も前年の6頭に続き、出走頭数わずか7頭と少ない顔ぶれであったが、エリモジョージ・グリーングラス・ホクトボーイと3頭の天皇賞馬が出走する豪華版となった。
1番人気の関東馬・グリーングラスは、4歳時に12番人気で第37回菊花賞を優勝。5歳時はトウショウボーイ・テンポイントと共に「TTG」と呼ばれる三強を形成し、幾度となく死闘を繰り広げた。TTの2頭が去ったこの年は天皇賞（春）を制し、2年連続3度目の挑戦で見事に盾を掴んだ。ファン投票でも堂々の1位に選出され、単勝2.3倍と抜けた1番人気であった。
2番人気の関西馬・エリモジョージは、5歳時に不良馬場の天皇賞（春）を12番人気で逃げ切ったが、6歳時は低迷に陥る。7歳になったこの年は福永洋一が再び騎手に起用され、京都記念（春）を60kgを背負いながら逃げ切ると、鳴尾記念も62kgを背負いながら逃げ切ってしまう。重賞2連勝と快進撃を始めたこの馬が2番人気であった。
3番人気は5歳時の天皇賞（秋）でトウショウボーイとグリーングラスを破ったホクトボーイ。この年は京都記念（春）と鳴尾記念で共に62kgを背負ったが、エリモジョージに大差で逃げ切られていた。
以下の人気は、この年の天皇賞（春）で2着に突っ込んだトウフクセダン、前年の春秋天皇賞2着馬で、エイトクラウンとの母仔制覇にナオキとの兄弟制覇の両方が懸かるクラウンピラード、GI級レースはおろか、重賞も未勝利のシンザン産駒・ハシコトブキ、サンケイ大阪杯でホクトボーイを破ったキングラナークと続いていた。

## 出走馬
芝2200メートル 天候・曇 馬場状態・重
| 枠番 | 馬番 | 競走馬名         | 性齢 | 騎手       | オッズ    | 調教師     |
| ---- | ---- | ---------------- | ---- | ---------- | --------- | ---------- |
| 1    | 1    | ハシコトブキ     | 牡5  | 安田伊佐夫 | 6人(59.3) | 内藤繁春   |
| 2    | 2    | クラウンピラード | 牡6  | 佐々木昭次 | 5人(27.0) | 田中康三   |
| 3    | 3    | グリーングラス   | 牡5  | 岡部幸雄   | 1人(2.3)  | 中野隆良   |
| 4    | 4    | トウフクセダン   | 牡6  | 宮田仁     | 4人(19.1) | 大久保末吉 |
| 5    | 5    | キングラナーク   | 牡6  | 岩元市三   | 7人(79.8) | 布施正     |
| 6    | 6    | ホクトボーイ     | 牡6  | 久保敏文   | 3人(5.8)  | 久保道雄   |
| 7    | 7    | エリモジョージ   | 牡7  | 福永洋一   | 2人(3.6)  | 大久保正陽 |

## レース展開
最終コーナー奥のポケットからスタートした6頭は、外枠から好スタートを切ったエリモジョージがハナを奪い、グリーングラスがやや外目を通ってそれに続き、ホクトボーイは控える格好になった。最初のゴール板通過は、エリモジョージ・グリーングラス・トウフクセダン・キングラナーク・ハシコトブキ・ホクトボーイ・クラウンピラードの順であった。
エリモジョージがマイペースで逃げ、グリーングラスがマークする形となり、3コーナーでホクトボーイがスパートを開始。天皇賞馬3頭が先団を固めて4コーナーに入るが、エリモジョージの鞍上の福永には左右を確かめる余裕があった。グリーングラスが内に進路を変えると、ホクトボーイもよれながら内に入る。
結局エリモジョージの脚は衰えることなく、重馬場を味方に付けて押し切り1着。なお、1番人気のグリーングラスは4馬身差の2着に終わり、3番人気のホクトボーイは2馬身差の3着であった。この競走内容について、杉本清は「もう少し、もう少し、力と力でぶつかって欲しかった、宝塚記念であります。あまりにも呆気なく、エリモジョージ、逃げ切ってしまいました」と、競走内容に不満足であったことをゴール直後での実況内で述べていた。
この競走の映像（関西テレビ放送の中継の映像を収録したもの）は、1995年10月20日にポニーキャニオンより発売された「中央競馬GIシリーズ 宝塚記念史」に収録されている。

## レース結果
| 着順 | 枠番 | 馬番 | 競走馬名         | 着差     |
| ---- | ---- | ---- | ---------------- | -------- |
| 1    | 7    | 7    | エリモジョージ   | 2分14秒2 |
| 2    | 3    | 3    | グリーングラス   | 4馬身    |
| 3    | 6    | 6    | ホクトボーイ     | 2馬身    |
| 4    | 4    | 4    | トウフクセダン   | 2馬身    |
| 5    | 5    | 5    | キングラナーク   | 1.1/4    |
| 6    | 1    | 1    | ハシコトブキ     | アタマ   |
| 7    | 2    | 2    | クラウンピラード | アタマ   |

### 払戻
| 単勝式   | 7   | 270円 |
| 複勝式   | 7   | 170円 |
| 複勝式   | 3   | 100円 |
| 連勝複式 | 3-7 | 280円 |